# YouTube Symphony Orchestra
YouTube Symphony Orchestra este o orchestră de muzică clasică care se află sub patronajul orchestrei London Symphony Orchestra și al site-ului Youtube. Este prima orchestră din lume care folosește sistemul audițiilor online. Concertele sale au loc în fiecare an, în diferite locații din lume și pentru fiecare se organizează audiții. Titus Flueraș, lector doctor la Academia de Muzică "Gheorghe Dima" din Cluj-Napoca  și Laurențiu Darie, membru al Filarmonicii George Enescu, sunt singurii instrumentiști români care au fost selectați pentru Youtube Symphony Orchestra din peste 3000 de candidați. Concertul din 2011 a fost "cel mai vizionat concert live de pe internet", iar Laurentiu Darie a fost considerat de către Los Angeles Times ca fiind unul dintre cei mai buni instrumentiști.